# 大谷凜香
大谷 凜香（おおたに りんか、1999年〈平成11年〉12月24日 - ）は、日本の女性ファッションモデル、女優、タレント。宮城県仙台市出身、HONEST所属。

## 経歴
2012年にファッション雑誌『ニコラ』の第16回ニコラモデルオーディションに応募し、1万2272人の中からグランプリの5人に選ばれ専属モデル（ニコモ）となる。2012年10月から2016年5月号まで活動し、2016年3月29日のイベント「nicola 東京開放日2016」で卒業式をした。
2015年10月から2022年3月まで情報バラエティ番組『ポケモンの家あつまる?』（テレビ東京）にレギュラー出演。2018年に高校卒業して上京し、大学進学し2022年3月に卒業。2018年公開の『ミスミソウ』で映画初出演。
2021年4月9日にスペースクラフトを退所。同年8月にHONESTへ移籍。

## 人物
趣味は、スポーツ、映画鑑賞、料理、お菓子作り。特技は、野球（中学から野球部で選手をして、その後マネージャーを務めた）、空手（初段）。

## 出演

### テレビドラマ
- 絶対零度〜未然犯罪潜入捜査〜 Case.06（2020年2月10日、フジテレビ） - 女子高生 役
- サイレント・ヴォイス 行動心理捜査官・楯岡絵麻 Season2 第4話（2020年5月2日、BSテレビ東京） - 花園友里恵 役
- ドクターX 〜外科医・大門未知子〜（2021年10月14日 - 12月16日、テレビ朝日） - 川咲桃子 役[10]
- 部長と社畜の恋はもどかしい（2022年1月6日 - 3月24日 、テレビ東京） - 田中真美 役[11]
- 婚活探偵 第6話（2022年2月12日、BSテレ東） - 安達恵 役[12]
- 恋に無駄口（2022年4月17日 - 6月19日、ABC・テレビ朝日） - 曽我天音 役[13]
- 理想ノカレシ 第1話・第2話・第8話（2022年6月1日・2日・7月20日、TBS） - 大島佐弓 役[14]
- 探偵が早すぎる～春のトリック返し祭り～ 最終話（2022年6月16日、読売テレビ・日本テレビ）
- 個人差あります（2022年8月6日 - 9月24日、東海テレビ・フジテレビ） - 森山萌 役[15]
- 我らがパラダイス（2023年1月8日 - 3月12日、NHK BSプレミアム・BS4K） - 安川玲子 役[16]
- 私と夫と夫の彼氏（2023年6月1日[注 1] - 8月3日、テレビ東京）
- こういうのがいい（2023年10月30日 - 12月18日、ABC） - 川瀬愛 役[17]
- 蜜と毒（2024年1月11日 - 、BSテレビ東京） - 小鳥遊優梨子 役[18]

### 映画
- ミスミソウ（2018年4月7日、ティ・ジョイ） - 小黒妙子 役[6]
- 犬鳴村（2020年2月7日、東映） - 西田明菜 役[19]
- 樹海村（2021年2月5日、東映） - アキナ 役
- 牛首村（2022年2月18日、東映） - アキナ 役[20][21][22]
- 妖獣奇譚 ニンジャVSシャーク（2023年4月14日、エクストリーム）- 菊魔 役
- 忌怪島/きかいじま　(2023年6月16日、東映） - 秋奈 役[23]

### 劇場アニメ
- 映画大好きポンポさん（2021年6月4日、KADOKAWA） - ヒロイン・ナタリー 役[24]

### テレビアニメ
- ポケットモンスター サン&ムーン（2019年3月17日、テレビ東京） - リンカ 役

### バラエティ
- ポケモンの家あつまる?（2015年10月4日 - 2022年3月27日、テレビ東京）レギュラー[4]
- ダウってポン（2023年2月25日 - 3月25日、Paravi）[25]

### ランウェイ
- Rakuten GirlsAward 2023 AUTUMN/WINTER（2023年9月30日、幕張メッセ）[26]

### 広告
- 東北楽天ゴールデンイーグルス「Eユニダンス踊ってみた」篇[27]
- 興和